# The Younger Lady
The Younger Lady (català: la dama jove) és el nom informal donat a una mòmia descoberta per l'arqueòleg Victor Loret a la tomba KV35 de la Vall dels Reis el 1898. La mòmia també ha rebut la designació KV35YL ("YL" per "Younger Lady") i 61072, i actualment es conserva al Museu Egipci del Caire.
Gràcies a les proves d'ADN, es va poder identificar la mòmia com la mare del faraó Tutankamon i com una filla del faraó Amenhotep III i la seva Gran esposa reial Tiy. Aquests resultats van descartar l'antiga hipòtesi que es tractessin les restes de Nefertiti, ja que aquesta reina no apareix enlloc amb el títol de "Filla del Rei" i les proves d'ADN han deixat clar que The Younger Lady sí que ho era.

## Descoberta
La mòmia es va trobar al costat d'altres dues mòmies a la KV35: un nen que va morir als deu anys aproximadament i que es creu que era Webensenu, i una dona gran, que ha estat identificada com a Tiy pels estudis recents d'ADN sobre el llinatge de Tutankamon. Les tres mòmies es van trobar juntes en una petita avantcambra de la tomba d'Amenhotep II, ajagudes nues, una al costat de l'altra i sense identificar. Les tres mòmies havien estat molt danyades per antics lladres de tombes.

## Descripció
El doctor Grafton Elliot Smith va examinar la mòmia en el seu estudi sobre les antigues mòmies reials realitzada a principis del segle xx. De seguida va observar que el cos era el d'una dona, no el d'un home com pensaven Loret i autors posteriors; aquest error s'havia atribuit al fet que el cap de la mòmia estava rapat. Va mesurar el cos en 1,58 m d'alçada i va jutjar que no tenia més de vint-i-cinc anys en el moment de la mort basant-se en el grau de fusió de la cresta iliaca i la manca d'erupció dels queixals del seny. La tomografia computada moderna ha suggerit una edat de vint-i-cinc a trenta-cinc anys a la mort basant-se en l'estat de la unió epifisària i el tancament de les sutures cranials.
Té un petit forat de forma ovalada (3,8 per 3 centímetres) a la part davantera del crani; aquest forat té vores afilades, bisellades i festonejades. A més, es veuen fragments d'os dins del crani. Això, juntament amb la manca d'evidències d'intent de curació o esclerosi, indiquen que es tracta d'una lesió postmortem. La cavitat del crani conté el seu cervell encongit i dessecat i la duramàter; no hi ha evidència de material d'embalsamament dins de la cavitat cranial. Això és inusual, ja que totes les altres mòmies de finals de la XVIII dinastia mostren algun intent d'extirpar el cervell. Es van col·locar compreses de lli davant dels ulls, i conté compreses subcutànies a la galta dreta i a la meitat de la cara.

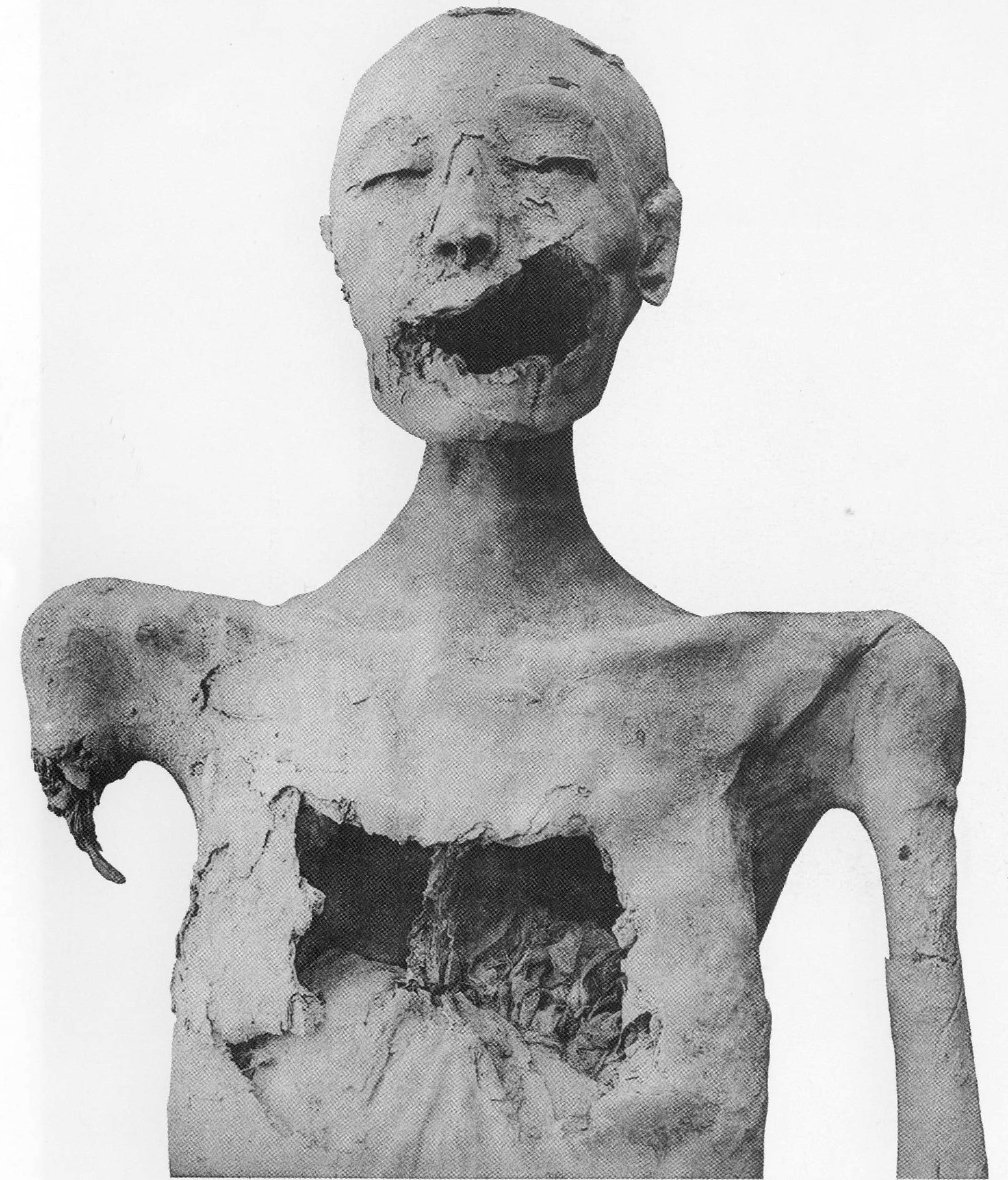
Vista frontal de la mòmia, on s'hi pot apreciar amb claredat la lesió facial i el forat al pit.

La Dama Jove té una ferida oberta al costat esquerre de la boca i la galta. Es pensava que aquesta ferida, que també li va destruir part de la mandíbula, havia estat el resultat de les accions dels lladres de tombes, però exàmens més recents de la mòmia realitzats el 2003 per un equip científic de la Universitat de York dirigit per Joann Fletcher, i la tomografia computada que li van realitzar al cos com a part del projecte The Egyptian Mummy Project van determinar que la ferida havia passat abans de la mort de la dona. La lesió afecta la galta, el si maxil·lar esquerre, l'os alveolar i part de la mandíbula i no mostra cap evidència de curació. A més, falten trossos de la majoria dels ossos facials fracturats, i per a solucionar-ho li van col·locar unes compreses d'embalsamament enrotllades de lli impregnat de resina a la part superior de la ferida i, en part, sota la pell restant, la qual cosa dona més suport a la idea que la lesió va tenir lloc abans de la momificació. Els investigadors consideren que aquesta lesió va ser mortal i el resultat d'un cop amb un objecte pesant. L'arqueòleg egipci Zahi Hawass considera que la lesió podria ser accidental, fruit de la cossa d'un animal, com ara un cavall, mentre que Hermann Schögl va suggerir que podria haver mort en un xoc de carro o en algun altre accident. Ashraf Selim va considerar que la ferida era massa violenta per ser el resultat d'un accident. Segons la seva opinió, havien ferit la Dama Jove en un acte de violència deliberada. Julian Heath suggereix que la ferida probablement és el resultat d'un cop de destral.
A la dona li falten diverses dents a causa de la lesió facial, una de les quals es troba dins la boca. Les dents del seny superiors no estan en erupció; les seves dents no tenen desgast visible ni irregularitats oclusals.
La paret frontal del pit va patir danys importants a mans dels antics lladres de tombes, deixant-li un gran forat. El cor es va deixar al seu lloc i es manté visible dins del cos. El diafragma no es va treure, però es van fer dos forats per permetre l'eliminació dels pulmons. Els òrgans interns es van extreure mitjançant una incisió d'embalsamament de 56 per 135 mil·límetres, situada a la regió inguinal esquerra;[5] la incisió té forma ovalada i oberta. El tors estava ple de fibres de lli untades amb resina i de compreses de lli també tractades amb resina. Una d'aquestes compreses es va col·locar dins de la pelvis. Es va observar que el sòl pèlvic estava molt obert i untat de resina. Possiblement es va utilitzar com a ruta per eliminar les vísceres durant el procés de momificació i és un possible exemple d'evisceració perineal. Hi ha també un farciment subcutani a la part posterior del maluc dret. La pelvis conté petites fractures post mortem, i també se n'han danyat les cames; falta la meitat davantera dels dos peus.

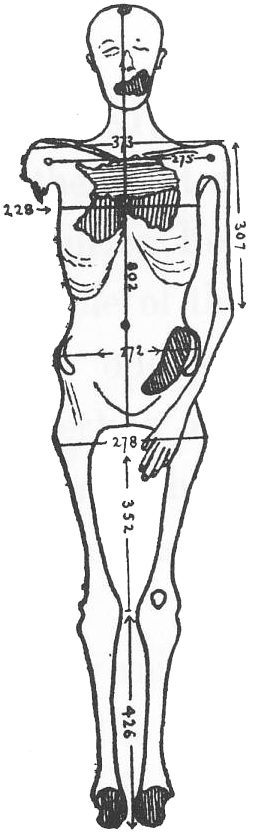
Un esbós de 1912 fet per Grafton Elliot Smith del cos sencer de la mòmia, que en documenta els danys.

Don Brothwell afirma que hi ha una altra ferida sota el seu pit esquerre, probablement causat per una punyalada o una punció, tot i que és una afirmació que no està recolzada per cap foto.
El braç esquerre de la mòmia s'estén al costat del seu cos, amb la mà col·locada sobre el maluc esquerre; el braç dret no hi és i està seccionat prop de l'espatlla, trencat segurament pels lladres de tombes. El braç dret perdut de la mòmia va ser la causa d'una controvèrsia menor entre els investigadors. Dos braços tallats es van localitzar dins de la KV35, i es pensava que qualsevol dels dos podia pertanyia a la Dama Jove. Un era un braç doblegat amb un puny tancat, mentre que l'altre era un braç recte. Era típic que les mòmies de les dones reials egípcies es col·loquessin amb un dels braços doblegats i l'altre en posició recta. El braç que era més probable que dobleguessin era l'esquerra. Ashraf Selim del The Egyptian Mummy Project va examinar els dos braços per resoldre la controvèrsia. El braç doblegat es va comparar amb la mà esquerra adjunta a la mòmia i es va concloure que era massa llarga per pertànyer a la mateixa dona; els ossos dels dos braços també es van veure "diferents en consistència". Es va trobar que el braç recte tenia una longitud similar i una densitat òssia similar, de manera que el projecte va concloure que el braç recte era el que probablement pertanyia a la Dama Jove. El braç dret recentment identificat de la Dama Jove té dues ruptures, "una a la part superior del braç i una altra al canell"; la mà s'ha trencat.
La Dama Jove té un lòbul de l'orella esquerra amb una doble perforació; el lòbul de l'orella dret està danyat. Les orelles perforades eren força habituals entre les dones del Nou Regne d'Egipte, tant les reials com les no reials, de manera que la seva orella perforada no pot ajudar els investigadors a determinar la seva identitat o posició social. Igualment poc concloent per a les finalitats d'identificació va ser el descobriment d'una perruca a la KV35, que podria haver pertangut a la Dama Jove. Els partidaris de la teoria que podia identificar la Dama Jove amb Nefertiti, van assenyalar les similituds de la perruca amb el tipus de perruques utilitzades per Nefertiti. Tot i així cal assenyalar que aquest tipus d'articles era una de moda estesa entre les dones egípcies d'aquella època.

## Identitat
Hi ha hagut moltes especulacions sobre la identitat de la Dama Jove. Quan la va descobrir, Victor Loret va creure que el cos era el d'un jove. Una inspecció més detallada de Smith va confirmar que la mòmia era la d'una dona. Smith va suposar que era membre de la família reial però la considerava contemporània d'Amenhotep II.
L'any 2003 Fletcher va proposar que la Dama Jove fos el cos de Nefertiti. Les proves d'ADN han demostrat que aquesta dona era la mare de Tutankamon. Els resultats també van revelar que era germana del seu marit, la mòmia de la KV55, i que tots dos eren fills d'Amenhotep III i Tiy. Aquesta relació familiar disminuiria la possibilitat que la Dama Jove fos Nefertiti, o Kiya, l'esposa secundària d'Akhenaton, perquè cap artefacte conegut atorga títols de "germana del rei" o "filla del rei" a cap d'elles. La possibilitat que la Dama Jove fos Sitamun, Iset o Henuttaneb es considera poc probable, ja que eren Grans Esposes Reials del seu pare, Amenhotep III, i si Akhenaton s'hagués casat amb alguna d'elles, com a grans esposes reials, s'haurien convertit en la reina principal d'Egipte, en lloc de Nefertiti. L'informe conclou que és probable que la mòmia sigui Nebetah o Beketaten, filles d'Amenhotep III tot i que no se sap que s'haguessin casat amb el seu pare, el qual va tenir vuit filles amb Tiy.
Encara hi ha alguns egiptòlegs que donen suport a la teoria que la Dama Jove és Nefertiti. Els defensors de la identificació genètica interpreten les proves de l'ADN com el resultat de tres generacions de matrimoni de cosins primers en lloc d'un matrimoni únic de germans. No hi ha cap fill registrat per a Nefertiti.
Tot i que la Dama Jove era filla d'un faraó (Amenhotep III), germana plena i probable esposa d'un segon faraó (Akhenaton) i mare d'un tercer faraó (Tutankamon/Tutankhaten), no sembla haver estat una figura destacada en vida. Fina ara no s'ha trobat cap inscripció, relleu o estàtua dedicada a la mare del jove faraó. La KV62, la tomba de Tutankamon, conté records de la seva vida i regnat, però cap d'aquests elements no menciona la seva mare. Això contrasta molt amb les influents mares dels faraons de la XVIII dinastia, que van tenir una gran presència en els regnats dels seus fills. Tiaa va servir com a "Mare del Rei" amb Tutmosis IV, Mutemuia amb Amenhotep III i Tiy amb Akhenaton. Sembla probable que Tutankamon no hagués tingut la seva mare durant el seu regnat, cosa que indica que hauria mort abans del seu ascens al tron. Això dona credibilitat a què la Dama Jove fos una dona menor d'Akhenaton que va morir abans que Tutankamon es convertís en rei. Willeke Wendrich també considera probable que fos una esposa menor o una concubina d'Akhenaton.

## Reconstrucció facial
El 7 de febrer de 2018, The Younger Lady va aparèixer al setè episodi de la cinquena temporada del programa Expedition Unknown, titulat "Grans dones de l'antic Egipte". Partint de la presumpció que la mòmia podria ser Nefertiti, un equip dirigit per Josh Gates, presentador d'Expedition Unknown, va utilitzar les restes conservades i la tecnologia per a realitzar una reconstrucció facial de la mòmia amb els vestits reials complets. El bust va ser creat per la paleoartista francesa Élisabeth Daynès. Tanmateix, com ja s'ha dit més amunt, la investigació d'ADN sobre la mòmia exclou a Nefertit per a la identitat de la Dama Jove.